# Карі Метте Йогансен
Карі Метте Йогансен  (норв. Kari Mette Johansen, 11 січня 1979) — норвезька гандболістка, олімпійська чемпіонка.

## Виступи на Олімпіадах
| Олімпіада   | Дисципліна | Місце |
| ----------- | ---------- | ----- |
| Пекін 2008  | гандбол    | 1     |
| Лондон 2012 | гандбол    | 1     |